# فهرست والیان زابل
جدول زیر فهرست والیان ولایت زابل افغانستان است.

## فهرست
| والی | والی | والی               | دوره                 | جزئیات | یاداشت |
| ---- | ---- | ------------------ | -------------------- | ------ | ------ |
|      |      | خیال محمد          | ?                    |        |        |
|      |      | دلبرجان آرمان      | ۲۰۰۵ مارس ۲۰۰۹       |        |        |
|      |      | محمد اشرف ناصری    | مارس ۲۰۰۹ ؟؟؟        |        |        |
|      |      | محمد انور اسحاق زی | ؟؟؟                  |        |        |
|      |      | بسم‌الله افغانمل    | ؟؟؟ ۲۱ نوامبر ۲۰۱۷   |        |        |
|      |      | خیال محمد حسینی    | ۲۱ نوامبر ۲۰۱۷ کنونی |        |        |